# 薩巴季尼夫卡
48°10′42″N 30°11′4″E / 48.17833°N 30.18444°E
薩巴季尼夫卡（烏克蘭語：Сабатинівка），是烏克蘭中部的村莊，隸屬基洛夫格勒州的霍洛瓦尼夫斯克區。該村海拔高度102米，2020年人口918，96%居民使用烏克蘭語。
blagovischenska-gromada （页面存档备份，存于）